# Hermann od Reichenaua
Blaženi Hermann od Reichenaua (Vöhringen, 18. srpnja 1013. – samostan Reichenau, 24. rujna 1054.) bio je njemački benediktinski redovnik i učenjak iz 11. stoljeća. Napisao je djela iz povijesti, glazbene teorije, matematike i astronomije, kao i mnoge himne. Bio je jedan od najranijih polihistora u povijesti. Tradicionalno mu se pripisuju skladbe: "Zdravo Kraljice", "Dođi Duše Presveti" i "Alma Redemptoris Mater", iako se te atribucije ponekad dovode u pitanje. Njegov kult i beatifikaciju Rimokatolička Crkva potvrdila je 1863. godine.

## Imena
Hermannovo ime ponekad se anglicizira kao Herman ili latinizira kao Hermannus; ponekad se javlja i u starijem obliku Heriman. Ponekad se ističe kao Hermann od Vöhringena (latinski: Hermannus de Voringen; njemački: Hermann von Vöhringen) iz svog rodnog mjesta. Poznatiji je kao Hermann od Reichenaua (latinski: Hermannus Augiensis; njemački: Hermann von Reichenau) po lokaciji njegovog samostana na otoku Reichenau (latinski: Augia) na Bodenskom jezeru. Tradicionalno se na latinskom nazivao Hermannus Contractus (francuski: Hermann Contract), koji se na hrvatskom pojavljuje kao "Hermann Hromi" (njemački: Hermann der Lahme) ili "Hermann bogalj" (francuski: Hermann le Contrefait).

## Život
Hermann je bio sin grofa od Altshausena. Bio je osoba s posebnim potrebama zbog paralitičke bolesti od ranog djetinjstva. Rođen je 18. srpnja 1013. s rascjepom nepca i cerebralnom paralizom, a navodno je imao i spinu bifidu. Međutim, na temelju dokaza, novija istraživanja pokazuju da je Hermann vjerojatno imao amiotrofičnu lateralnu sklerozu ili spinalnu mišićnu atrofiju. Zbog toga se jako teško kretao i jedva je govorio. Sa sedam godina roditelji su ga smjestili u benediktinski samostan jer se više nisu mogli brinuti o njemu.
Odrastao je u opatiji Reichenau, otoku na Bodenskom jezeru u Njemačkoj. Učio je od redovnika i razvio veliko zanimanje i za teologiju i za svijet oko sebe. S dvadeset godina, Hermann je stupio u njihov red kao benediktinski redovnik, naučivši nekoliko jezika (uključujući arapski, grčki i latinski) i pridonoseći svim četirima umjetnostima quadriviuma.
Pisao je o povijesti, matematici, astronomiji i kršćanstvu. Napisao je raspravu o znanosti o glazbi, nekoliko radova o geometriji i aritmetici, te astronomske rasprave uključujući upute za konstrukciju astrolaba, zbog čega ga se ponekad smatralo izumiteljem. Kao povjesničar, napisao je detaljnu kroniku od Kristova rođenja do njegovih dana, složivši je prema računanju kršćanske ere. Kasnije je kroniku proširio njegov učenik Berthold od Reichenaua.
Bio je poznati vjerski pjesnik i skladatelj. Među njegovim sačuvanim djelima su brevijari za sv. Afru i sv. Wolfganga. Kad je kasnije oslijepio, počeo je pisati himne. Bio je dovoljno poznat da se čini da su mu se pripisivale skladbe kasnijih pisaca; među djelima koja mu se tradicionalno pripisuju su: Salve Regina ("Zdravo Kraljice"), Veni Sancte Spiritus ("Dođi Duše Presveti") i Alma Redemptoris Mater ("Hraniteljica Otkupitelja").
Herman je umro na Reichenau 24. rujna 1054. u dobi od 41 godine. Rimokatolička ga je Crkva beatificirala 1863. godine.